# المجالي (قبيلة)

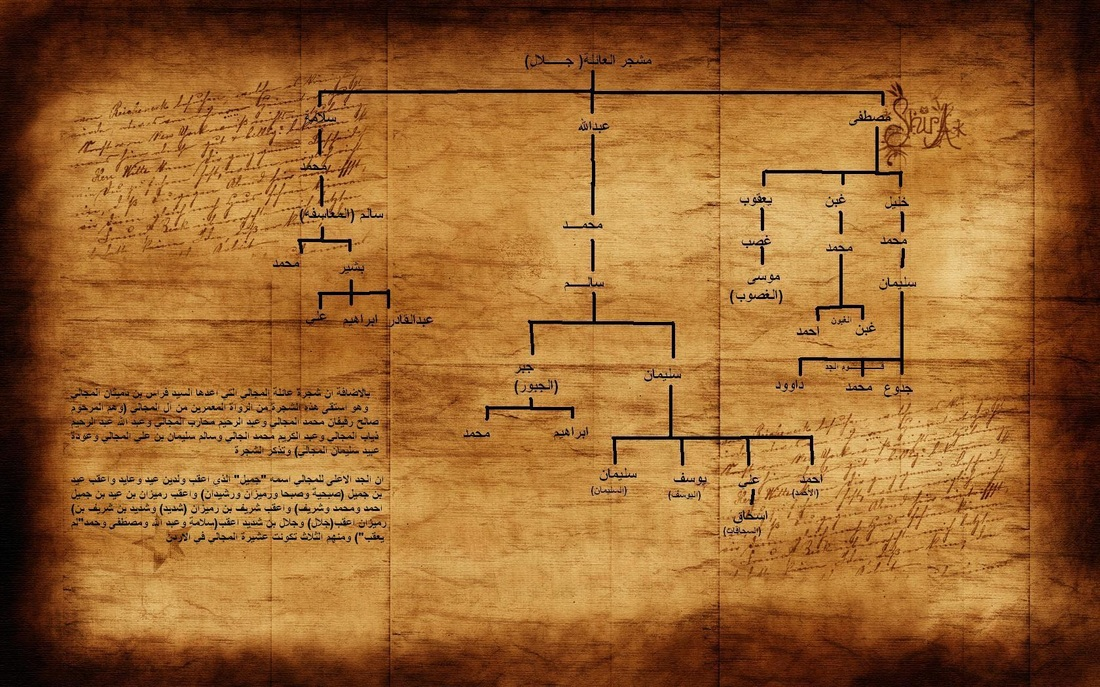
صورة لشجرة قبيلة المجالي تاريخيًا.

المجالي قبيلة أردنية من أصل نجدي جدهم هو الشاعر رميزان التميمي (نسبة إلى بني تميم) الذي ارتحل من الحويزة في نجد إلى ريف بلاد مصر، ثمَّ ارتحل بعض أحفاد رميزان من مصر إلى الخليل حيث تولى بعضهم خدمة مقام سيدنا إبراهيم عليه الصلاة والسلام والإشراف على وقف الصحابي الجليل تميم بن أوس الداري اللخمي، وبسبب عملية الإشراف على وقف الصحابي تميم الداري اختلط الأمر على البعض فنسبوا أعقاب أحفاد رميزان الذين قدموا إلى الخليل من نجد مروراً بمصر إلى الصحابي الجليل تميم بن أوس الداري.

## التسمية
عندما كانوا في الخليل كانوا يحملون اسم (التميمية) ثم بعد مدة من الزمن غادر قسم التميمية الخليل إلى الكرك وعاشوا هناك وكانوا يعرفون باسم التميمية وفي نهاية حكم “سليمان القانوني 1520 – 1566 ” قام التميمية بثورة عارمة في الكرك ضد الحكومة العثمانية فأرسلت إليهم الحكومة حاكم نابلس “يوسف نمر الشوربجي” الذي قام بإخماد الثورة الأمر الذي جعل التميمية يعودون إلى الخليل. فقالت عنهم العشائر الكركية إن التميمية “جلوا” إلى مدينة الخليل، وهكذا أقاموا في الخليل ما يزيد عن 70 عاما أي عندما عاد “جلال بن شديد” إلى الكرك عام 1640م. فقالت عنهم العشائر الكركية عادو المجالي الذين جلوا عن الكرك وهكذا أُطلق عليهم الاسم.

## روابط خارجية
موقع يخص القبيلة وتاريخها